# Francisco Calisto
Francisco Javier Calisto Guerra (Puerto Montt, Chile, 20 de mayo de 2004) es un futbolista chileno que juega en la posición de defensa. Actualmente milita en Deportes Puerto Montt de la Segunda División de Chile.

## Trayectoria
Oriundo de Puerto Montt, se unió a los 13 años a las divisiones inferiores de Deportes Puerto Montt.En agosto de 2019, fue cedido a Universidad Católica, donde integró la sub-17. En marzo de 2021 regresó a Deportes Puerto Montt.
Debutó profesionalmente el 15 de junio de 2021, en partido válido por Copa Chile 2021 en que el conjunto salmonero derrotó como visitante 3-1 a Deportes Valdivia. Obtuvo mayor regularidad durante la temporada 2023, donde inclusive marcó su primer gol, el 2-1 definitivo de la victoria de su equipo ante Deportes Temuco por el campeonato oficial.
Tras el descenso de Deportes Puerto Montt a la Segunda División, el 9 de enero de 2024 es anunciada su cesión a Deportes Copiapó de la Primera División chilena.

## Estadísticas

### Clubes
| Club                          | Div.                | Temporada           | Liga  | Liga  | Copas nacionales | Copas nacionales | Torneos internacionales | Torneos internacionales | Total | Total |
| Club                          | Div.                | Temporada           | Part. | Goles | Part.            | Goles            | Part.                   | Goles                   | Part. | Goles |
| ----------------------------- | ------------------- | ------------------- | ----- | ----- | ---------------- | ---------------- | ----------------------- | ----------------------- | ----- | ----- |
| Deportes Puerto Montt · Chile | 2.ª                 | 2021                | 0     | 0     | 1                | 0                | —                       | —                       | 1     | 0     |
| Deportes Puerto Montt · Chile | 2.ª                 | 2022                | 0     | 0     | 1                | 0                | —                       | —                       | 1     | 0     |
| Deportes Puerto Montt · Chile | 2.ª                 | 2023                | 7     | 1     | 3                | 0                | —                       | —                       | 10    | 1     |
| Deportes Puerto Montt · Chile | Total club          | Total club          | 7     | 1     | 5                | 0                | 0                       | 0                       | 12    | 1     |
| Total en su carrera           | Total en su carrera | Total en su carrera | 7     | 1     | 5                | 0                | 0                       | 0                       | 12    | 1     |
| 1. 2. 3.                      |                     |                     |       |       |                  |                  |                         |                         |       |       |